# Las Abiertas
Las Abiertas é uma pedanía (aldeia) do município de Arcos de la Frontera, na província de Cádis, comunidade autónoma da Andaluzia. Está localizado a 12 km de Arcos de la Frontera, perto da aldeia de La Sierpe (também conhecida como Fain), onde se encontra o campo de golfe Arcos Gardens. Em 2011 tinha 210 habitantes.
A aldeia tem um espaço social onde têm lugar atividades culturais, e um jardim de infância da escola pública Poeta Julio Mariscal).